# Луї Клод Денуайє

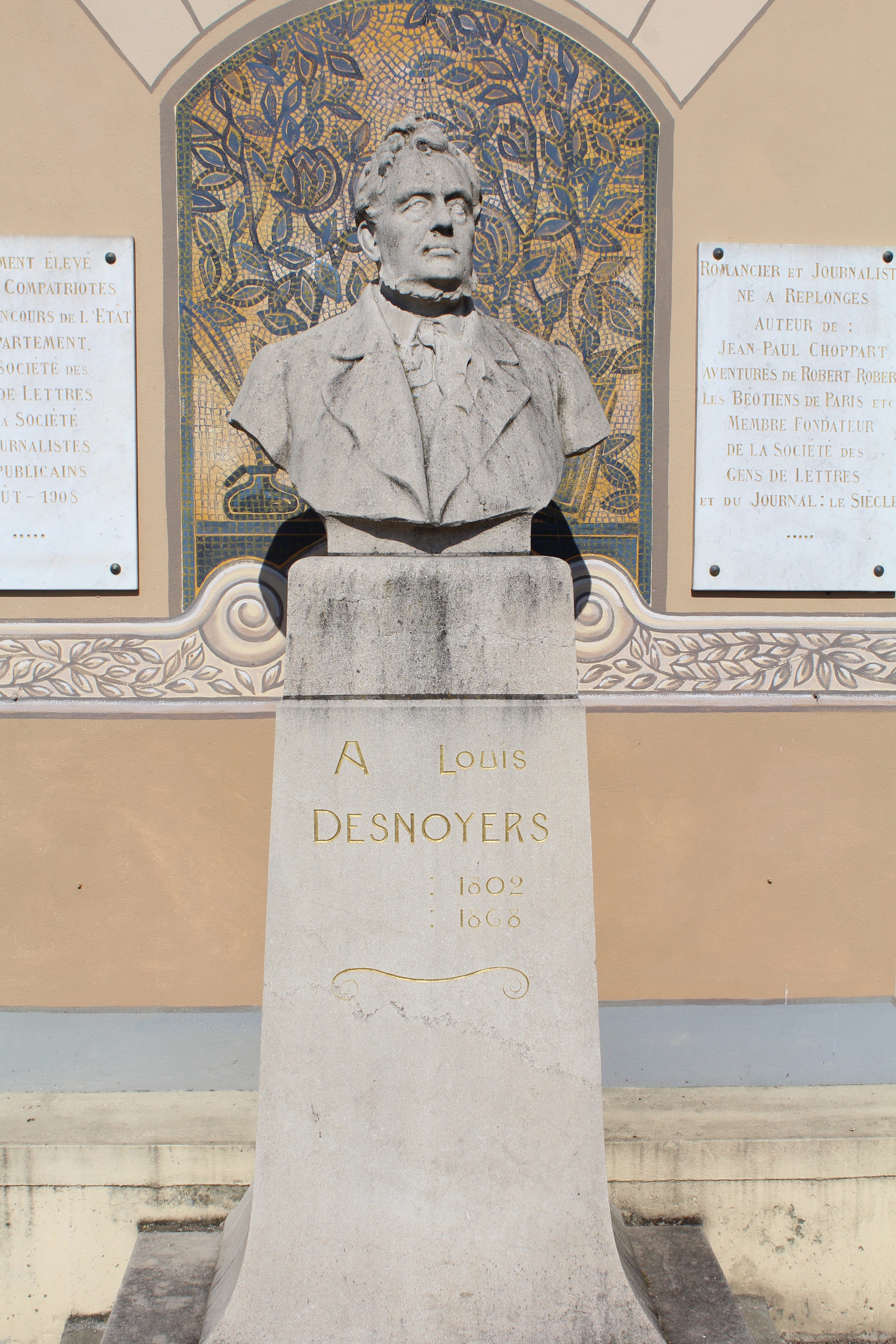
Бюст Л. Денуайє в м.Реплонж

Луї Клод Жозеф Флоранс Денуайє (фр. Louis Desnoyers; 23 лютого 1802, Реплонж, Рона-Альпи — 12 грудня 1868, Париж) — французький журналіст, редактор і прозаїк. Один із засновників Товариства французьких літераторів (1837).

## Біографія
Навчався в Отені і Маконі. Викладав гуманітарні науки в коледжі м. Отен, якими керував його старший брат.
1828 року переїхав до Парижа, зайнявся журналістикою, яка стала його справжнім покликанням. Перші статті, опублікував в газетах «Le Globe» та «Le Figaro». 1829 року заснував власний журнал «Journal rose», в якому друкувалися його дотепні і сатиричні статті.
1830 року підписав разом з іншими паризькими журналістами та письменниками протест проти Липневих ордонансів, що пригнічують свободу преси.
Після Французької революції 1830 року перестав займатися журналістикою і повернувся на батьківщину. Наступного року повернувся в Париж і співпрацював з «Le Figaro», «Le Corsaire», «La Caricature», «Le Charivari», поміщав критичні статті в «Le National».
1836 року заснував газету «Siècle», яка швидко здобула велику популярність.
Похований на кладовищі Пер-Лашез.

## Творчість

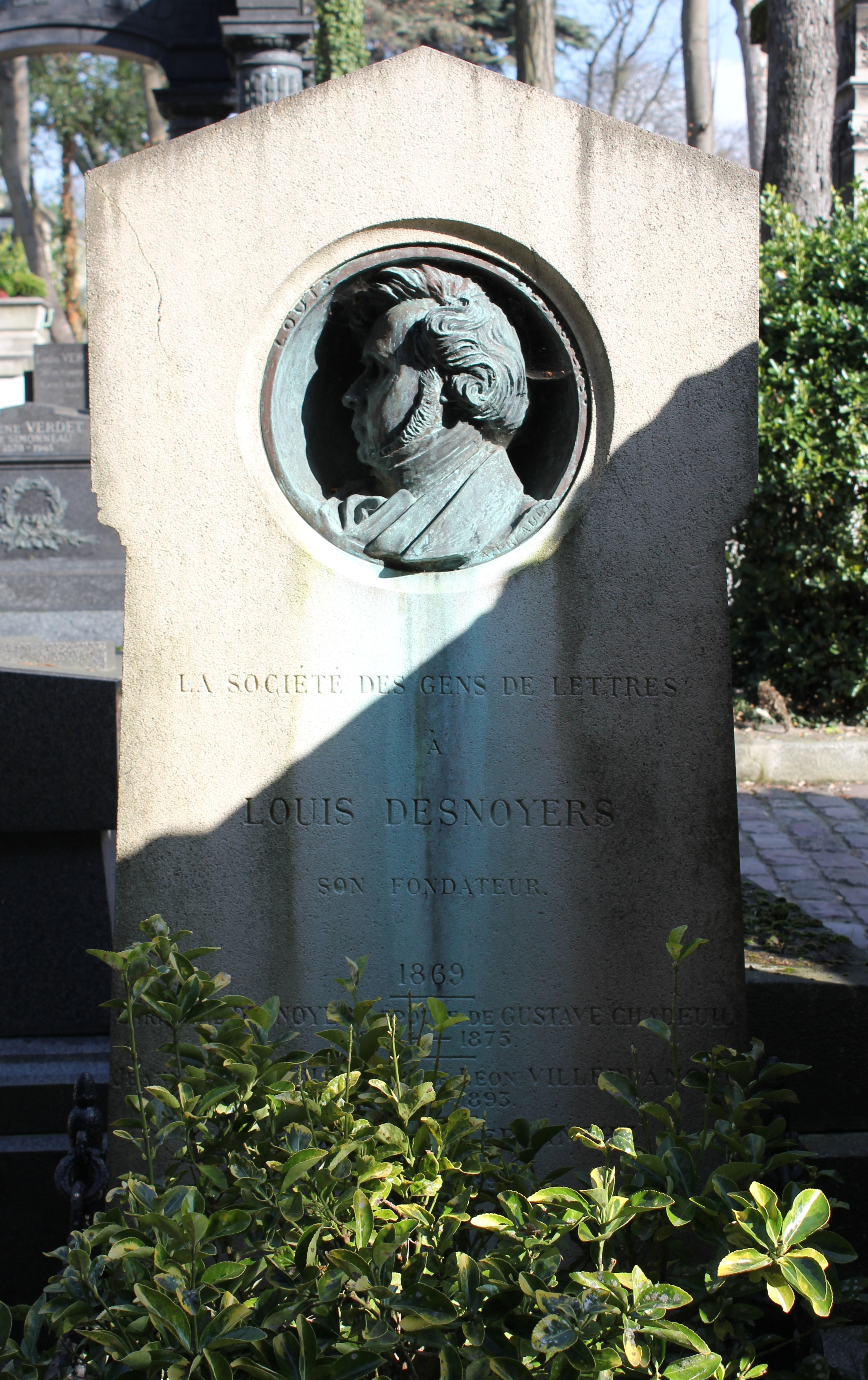
Могила Л. Денуайє на кладовищі Пер-Лашез

Відомий, як автор ряду романів для молоді, водевілів (під псевдонімом Дервілль), гумористичних статей і нарисів.

## Вибрані твори
Романи
- - Les aventures de Jean-Paul Choppart
  - Les aventures de Robert-Robert et de son fidèle compagnon Toussaint Lavenette
  - Le fou
  - Le Diable a Paris
  - Madame Macaire

Водевілі
- - Juste Milieu (1831)
  - Vive le divorce ou ma femme m'adore (1833)

Есе
- - De l'opéra en 1847 (1847)
  - Des femmes (1856),

Гумористичні нариси
- - Les béotiens de Paris
  - La grande famille de ce bon monsieur Tartufe